# Muleshoe
Muleshoe è un comune (city) degli Stati Uniti d'America e capoluogo della contea di Bailey nello Stato del Texas. La popolazione era di 5 158 abitanti al censimento del 2010. La città di Muleshoe fu fondata nel 1913 quando la Pecos and Northern Texas Railway costruì una linea di 88 miglia (142 km) da Farwell a Lubbock attraverso la parte settentrionale della contea di Bailey. Nel 1926 Muleshoe fu incorporata. È la sede del National Mule Memorial.
Il Muleshoe Heritage Centre situato al largo delle combinate U.S. Routes 70 e 84 è un museo popolare che commemora l'importanza dell'allevamento nel Texas occidentale. Il complesso ha diversi edifici unici originari della contea di Bailey che mostrano le condizioni di vita dell'area nel tardo XIX secolo e tra la prima e la metà del XX secolo.
Il Muleshoe National Wildlife Refuge si trova a circa venti miglia (32 km) a sud sulla State Highway 214. Fondato nel 1935, il rifugio è il più antico del suo genere nello stato del Texas. È un'area di svernamento di 20.000 ettari (20 km²) per gli uccelli anseriformi migratori che volano dal Canada al Messico. Contiene il maggior numero di gru canadese nel Nord America.

## Geografia fisica

### Territorio
Secondo lo United States Census Bureau, la città ha una superficie totale di 8,89 km², dei quali 8,89 km² di territorio e 0 km² di acque interne (0% del totale).

### Clima
| Mese                | Mesi | Mesi | Mesi | Mesi | Mesi | Mesi | Mesi | Mesi | Mesi | Mesi | Mesi | Mesi | Stagioni | Stagioni | Stagioni | Stagioni | Anno  |
| Mese                | Gen  | Feb  | Mar  | Apr  | Mag  | Giu  | Lug  | Ago  | Set  | Ott  | Nov  | Dic  | Inv      | Pri      | Est      | Aut      | Anno  |
| ------------------- | ---- | ---- | ---- | ---- | ---- | ---- | ---- | ---- | ---- | ---- | ---- | ---- | -------- | -------- | -------- | -------- | ----- |
| T. max. media (°C)  | 11   | 14   | 18   | 23   | 28   | 32   | 33   | 32   | 28   | 23   | 16   | 12   | 12,3     | 23       | 32,3     | 22,3     | 22,5  |
| T. min. media (°C)  | −7   | −4   | −1   | 4    | 9    | 14   | 17   | 16   | 12   | 5    | −2   | −6   | −5,7     | 4        | 15,7     | 5        | 4,8   |
| Precipitazioni (mm) | 10,9 | 12,7 | 16,3 | 25,7 | 51,8 | 63,2 | 53,1 | 78,0 | 59,4 | 38,1 | 17,0 | 15,0 | 38,6     | 93,8     | 194,3    | 114,5    | 441,2 |

## Storia
Nel 1877 Henry Black acquistò tre case che occupavano uno spazio di 40.000 acri (160 km²) a Stephens County, chiamando il territorio Muleshoe Ranch. Più tardi costruì una scuola e un cimitero per i membri della famiglia.
Il 23 aprile 1906, il la Gulf, Santa Fe and Northwestern Railway Company e la Pecos and Northern Texas Railway Company decisero di collaborare per la costruzione di una ferrovia che avrebbe collegato Farwell (situato al confine con il Nuovo Messico) a Lubbock. Dal 1901 al 1915 le comunità situate lungo il percorso della futura ferrovia contribuirono alla costruzione di essa fornendo centinaia di migliaia di dollari. Muleshoe fu fondata nel 1913 in prossimità della linea e del Muleshoe Ranch, da cui trasse il nome.
Subito dopo la fine della costruzione della ferrovia, la città cominciò rapidamente ad espandersi e nel 1917 divenne il capoluogo della contea. Muleshoe continuò la sua rapida crescita e nel 1930 i residenti censiti erano ben 779. Tre decenni più tardi Muleshoe triplicò la sua popolazione a 3 871 abitanti.
A partire dagli anni '80 lo sviluppo demografico non subì variazioni notevoli, mentre secondo il censimento effettuato nel 2010 la popolazione di Muleshoe era composta da 5 158 unità. Main Street, la principale strada con un'alta presenza di attività commerciale, è ormai molto più tranquilla, con molti edifici abbandonati. Molte delle aziende una volta presenti in questa strada si sono spostate sulla American Boulevard (US Highway 84/70).

## Società

### Evoluzione demografica
Secondo il censimento del 2010, la popolazione era di 5 158 abitanti.

### Etnie e minoranze straniere
Secondo il censimento del 2010, la composizione etnica della città era formata dal 75,2% di bianchi, l'1,28% di afroamericani, l'1,47% di nativi americani, lo 0,41% di asiatici, lo 0% di oceanici, il 19,66% di altre razze, e l'1,98% di due o più etnie. Ispanici o latinos di qualunque razza erano il 64,35% della popolazione.